# 코디네이터와 내추럴
코디네이터(영어: Coordinator, 일본어: コーディネイター)와 내추럴(영어: Natural, 일본어: ナチュラル)은 TV 애니메이션 《기동전사 건담 SEED》 및 《기동전사 건담 SEED DESTINY》 및 기타 관련 미디어 믹스 작품들에 등장하는 가공의 인종 개념이다. 

## 개요
애니메이션 《기동전사 건담 SEED》 시리즈 및 그 파생 작품들에서 "코디네이터"란 "유전자가 조정되었다"라는 것에서 유래하였다. 이와는 대조적으로 유전자 조정이 되지 않은 일반적인 인류는 "내추럴"이라고 불리게 되었다. 《기동전사 건담 SEED》 시리즈에서 코디네이터는 "유전자 조정에 의해 선천적으로 강인한 육체와 우수한 두뇌를 가진 신인류"로 설정되어 있다.
설정을 담당한 모리타 시게루에 의하면 코디네이터의 설정을 발의한 것은 《기동전사 건담 SEED》 방송 당시 MBS에서 프로듀서를 맡고 있던 타케다 세이지라고 한다. 모리타 시게루는 인터뷰에서 플랜트와 지구의 대립 구도 뿐만 아니라 인간의 차별 의식과 계급 의식을 다루는 무대 장치로 코디네이터의 설정이 만들어졌다고 말하고 있다. 또한 설정 초안에는 코디네이터가 지구 외 생명체와 첫 접촉을 한다는 설정도 있었다고 한다. 모리타 시게루는 코디네이터의 이미지 소스로 래리 니븐의 SF 소설 《신의 눈 속의 티끌》에 나오는 미디에이터를 오마주한 것이라고 말했다.

## 같이 보기
- 기동전사 건담 SEED